# Trhypochthonius stercus
Trhypochthonius stercus är en kvalsterart som beskrevs av K. Fujikawa 2000. Trhypochthonius stercus ingår i släktet Trhypochthonius och familjen Trhypochthoniidae. Inga underarter finns listade i Catalogue of Life.